# Garancières-en-Drouais
Garancières-en-Drouais – miejscowość i gmina we Francji, w Regionie Centralnym, w departamencie Eure-et-Loir.
Według danych na rok 1990 gminę zamieszkiwało 265 osób, a gęstość zaludnienia wynosiła 41 osób/km² (wśród 1842 gmin Regionu Centralnego Garancières-en-Drouais plasuje się na 876. miejscu pod względem liczby ludności, natomiast pod względem powierzchni na miejscu 1307.).